# Isla Gibraltar
Isla Gibraltar (en inglés: Gibraltar Island) (o la "Joya del Lago Erie") es una isla estadounidense parte administrativamente del estado de Ohio, y que se encuentra en el lago Erie. Esta pequeña isla está cerca de la costa de la isla conocida como South Bass.
Gibraltar se convirtió en un mirador para el comodoro Oliver Hazard Perry en la lucha contra los británicos durante la guerra de 1812. Perry y sus hombres derrotaron a una flota de embarcaciones británicas durante la famosa batalla del Lago Erie (Battle of Lake Erie), el 10 de septiembre de 1813. Como resultado, el mirador en la isla de Gibraltar se conoce como Mirador de Perry (Perry's Lookout).
Un nativo de Ohio Jay Cooke compró la isla en 1864 e inmediatamente comenzó la construcción de una mansión victoriana gótica de 15 habitaciones (ahora conocida como Castillo de Cooke).